# Cantonul Magnac-Laval
Cantonul Magnac-Laval este un canton din arondismentul Bellac, departamentul Haute-Vienne, regiunea Limousin, Franța.

## Comune
| Comune                   | Populație (1999) | Cod poștal | Cod INSEE |
| ------------------------ | ---------------- | ---------- | --------- |
| Dompierre-les-Églises    | 373              | 87190      | 87057     |
| Droux                    | 444              | 87190      | 87061     |
| Magnac-Laval             | 1.810            | 87190      | 87089     |
| Saint-Hilaire-la-Treille | 409              | 87190      | 87149     |
| Saint-Léger-Magnazeix    | 515              | 87190      | 87160     |
| Villefavard              | 155              | 87190      | 87206     |